# Lusigang (sockenhuvudort i Kina, Jiangxi Sheng, lat 28,75, long 116,65)
Lusigang är en sockenhuvudort i Kina. Den ligger i provinsen Jiangxi, i den sydöstra delen av landet, omkring 75 kilometer öster om provinshuvudstaden Nanchang. Antalet invånare är 28 291. Befolkningen består av 13 403 kvinnor och 14 888 män. Barn under 15 år utgör 23,0 %, vuxna 15-64 år 69 %, och äldre över 65 år 6,0 %.
Runt Lusigang är det tätbefolkat, med 442 invånare per kvadratkilometer. Närmaste större samhälle är Yugan, 7,3 km sydost om Lusigang. Trakten runt Lusigang består till största delen av jordbruksmark.
Genomsnittlig årsnederbörd är 2 308 millimeter. Den regnigaste månaden är juni, med i genomsnitt 395 mm nederbörd, och den torraste är oktober, med 33 mm nederbörd.